# Spettacolo-concerto Majakovskij
Spettacolo-concerto Majakovskij è uno spettacolo teatrale di Carmelo Bene, attore unico recitante insieme al musicista Sylvano Bussotti che così lo ricorda:
Lo Spettacolo-concerto Majakovskij ha avuto complessivamente cinque repliche dal 1960 fino al 1980, e una versione televisiva del 1974, intitolata Quattro modi di morire in versi. I poeti compresi in questa lettura, nelle varie edizioni, sono Majakovskij, Blok, Esenin e Pasternak.

## Opera
Il duo voce recitante Bene e musiche Sylvano Bussotti decretò un successo unico tanto da registrare un disco nello stesso teatro di Bologna. Lo spettacolo in altre sue diverse versioni e con diverse varianti, fu poi portato avanti da Bene nel 1962 al Teatro Laboratorio con le musiche di Rosselli, nel 1968 con le musiche di Vittorio Gelmetti al Teatro Carmelo Bene, negli anni Settanta al Regio di Parma, nel 1980 con musiche del maestro Gaetano Giani Luporini al Teatro Morlacchi di Perugia. Nel 1974 apparve anche sotto forma di teleteatro con il nome Quattro modi diversi di morire in versi: Blok-Pasternak-Esenin-Majakovskij per la RAI, dove un Bene che riusciva ad assorbire la malinconia, l'amaro, la disillusione, di questi poeti russi pre e post rivoluzionari, si esibiva in acrobazie vocali capaci di raggiungere il pianto commovente, di un patetismo vocale incredibile, fattore che Bene richiama in quanto primario mutuando la frase dalla Retorica di Aristotele, durante la trasmissione Quattro momenti su tutto il nulla. Grandi musiche di Vittorio Gelmetti che riuscivano a riprodurre le atmosfere necessarie e più calzanti che erano rivestite da una sapiente e tecnologica scenografia, che ad un certo punto era persino in grado di far apparire fiammelle di fuoco rosso dal nero più cupo attorniano Bene, voce recitante. Grande emozione la lettura dell'Uomo Nero di Esenin, così come tutte quelle di Majakovskij, forse dei tre, quello che Bene sentiva più suo e il finale con le immagini del funerale di Pasternak.

## Edizioni
Teatro
- 1960 - I edizione. Teatro alla Ribalta, Bologna, con musiche dal vivo di Sylvano Bussotti.
- 1962 - II edizione. Teatro Laboratorio, Roma, con musiche dal vivo di A. Rosselli.
- 1963 - III edizione. Teatro Laboratorio, Roma, con musiche dal vivo di G. Lenti.
- febbraio 1968 - IV edizione. Teatro Carmelo Bene, Roma, con musiche dal vivo di V. Gelmetti.
- 21 settembre 1980 - V edizione. Teatro Morlacchi, Perugia, XXXV Sagra Musicale Umbra. Musiche di Gaetano Giani Luporini. Percussioni dal vivo: A. Striano.

Televisione
- 1974 – Bene! Quattro diversi modi di morire in versi. Blok-Majakovskij-Esènin-Pasternak; adattamento testi di C.B. e R. Lerici; traduzioni di: I. Ambrogio, R. Poggioli, A. M. Ripellino, B. Carnevali; riduzione, adattamento, regia e voce recitante C.B.; scene M. Fiorespino; direttore della fotografia G. Abballe; musiche di V. Gelmetti; voce solista C:B.; assistente alla regia C. Tempestini; mixer video A. Lepore; operatori RVM: M: Nicoletti, E. Piccirilli; produzione RAI; durata 1h 20', trasmesso in due parti il 27 e 28/10/1977, Rai 2 e in replica su Rai 3.

Discografia
- 1962 – Il teatro laboratorio Majakovskij e Garcia Lorca; attore-solista C.B.; musiche di G. Lenti; Roma, RCA Edizioni letterarie.
- Carmelo Bene - Majakovskij, dedicato a Sandro Pertini, nel cinquantenario della morte di Majakovskij e nel centenario della nascita di Blok, concerto per voce recitante e percussioni;  testi di Blok, Majakovskij, Esenin, Pasternak; traduzioni di: R. Poggioli, A. M. Ripellino, B. Carnevali; riduzione, adattamento, regia e voce recitante C.B.; musiche di Gaetano Giani Luporini; musicisti solisti: M. ilie, (violino), S. Verzari (tromba), V. De Vita (pianoforte); direttore della registrazione P. Chiesa; fonico R. Citterio; produzione a cura di R. Maenza; registrazione live effettuata il 10/10/1980 – Roma – Teatro dell'Opera doppio LP Fonit Cetra.